# Lijst van studentenverenigingen in Enschede
Onderstaande is een (niet volledige) lijst van studentenverenigingen in Enschede.
| Vereniging                                          | Oprichtingsdatum                 | Status                         | Doelgroep/Instituut | Koepelorganisatie/Netwerk                                | Ledental | Afbeelding |
| --------------------------------------------------- | -------------------------------- | ------------------------------ | --- | -------------------------------------------------------- | -------- | ---------- |
| Audentis et Virtutis                                | 1981 1991 1996                   | Actief                         | Universiteit Twente en Saxion | Landelijke Kamer van Verenigingen                        | 500      |            |
| A.S.V. Taste                                        | 30 november 1988                 | Actief                         | Universiteit Twente | Landelijke Kamer van Verenigingen                        | 480      |            |
| AEGEE-Enschede                                      | 2 april 1987                     | Actief                         | Universiteit Twente | AEGEE                                                    | 420      |            |
| Enschedeesch Technisch Corps (E.T.C.)               | 5 december 1945                  | Opgeheven                      | Hogeschool |                                                          | 100-400  |            |
| C.S.V. Alpha                                        | 28 april 1980                    | Actief                         | Universiteit Twente en Saxion | Overkoepelend Zuster Overleg Nederland                   | 130      |            |
| Textores Magistrique                                | 19 mei 1919 10 oktober 1984 2008 | Opgeheven                      | Hogeschoolstudenten |                                                          |          |            |
| Radix (Studentenscouting Enschede)                  | december 2005                    | Actief                         | Universiteit Twente Saxion | Scouting Nederland Studentenscouting Nederland           |          |            |
| C.S.V. Alpha                                        | 28 april 1980                    | Actief                         | Universiteit Twente en Saxion | Overkoepelend Zuster Overleg Nederland ChOOSE            | 130      |            |
| Navigators Studentenvereniging Enschede             | 1971                             | Actief                         | Universiteit Twente en Saxion | Navigators Studentenverenigingen ChOOSE                  | 123      |            |
| Vereniging van Gereformeerde Studenten in Twente    | 16 juni 1983                     | Actief                         | Universiteit Twente en Saxion | Vereniging van Gereformeerde Studenten-Nederland ChOOSE  | 90       |            |
| Reformatorische Studentenkring                      |                                  | Actief                         | | buitengewoon lid V.C.S. Ichthus Landelijk, ChOOSE & IFES | 60       |            |
| RKS Ariëns Katholieke Studenten Enschede            | 2008                             | Actief                         | Universiteit Twente | Katholieke Studenten Nederland                           |          |            |
| A.D.S.K.V. Slagvaardig                              | 31 mei 2006                      | Actief                         | Universiteit Twente |                                                          | 50       |            |
| S.K.V. A la Kart                                    |                                  | Actief                         | Universiteit Twente Saxion |                                                          |          |            |
| B.S.V. De Stoottroepen                              | 1999                             | Actief                         | |                                                          |          |            |
| Break Even                                          |                                  | Actief                         | |                                                          |          |            |
| D.A.V. Kronos                                       | 17 september 1964                | Actief                         | Universiteit Twente |                                                          | 100      |            |
| D.B.V. Arriba                                       | 3 oktober 1964                   | Actief                         | Universiteit Twente |                                                          |          |            |
| D.B.V. de Stretchers                                | 1983                             | Actief                         | Universiteit Twente |                                                          |          |            |
| D.B.V. DIOK                                         | 24 september 1987                | Actief                         | Universiteit Twente |                                                          |          |            |
| D.H.C. Drienerlo                                    | 1964                             | Actief                         | |                                                          |          |            |
| D.K.V. Euros                                        |                                  | Actief                         | |                                                          |          |            |
| D.R.V. Euros                                        | 2 september 1964 1969            | Actief                         | Universiteit Twente |                                                          |          |            |
| D.R.V. Hippocampus                                  |                                  | Actief                         | | KNHS-VNS                                                 |          |            |
| D.S.S.V. Tartaros                                   | 21 oktober 2009                  | Actief                         | | Survivalrun Bond Nederland                               | 65       |            |
| D.S.T.V. Aloha                                      | 1994                             | Actief                         | |                                                          |          |            |
| D.S.V. 4 happy feet                                 | 28 maart 1994                    | Actief                         | Universiteit Twente |                                                          |          |            |
| D.S.V. De Skeuvel                                   | 28 november 1966                 | Actief                         | Universiteit Twente |                                                          | 250      |            |
| D.S.V. Gascogne                                     |                                  | Actief                         | |                                                          |          |            |
| DTTV Thibats                                        | 23 september 1964                | Actief                         | Universiteit Twente |                                                          | 50       |            |
| D.W.V. Hardboard                                    | 11 november 1987                 | Actief                         | Universiteit Twente Saxion | Sportkoepel UT                                           | 150      |            |
| D.W.V. Klein Verzet                                 | 1969                             | Actief                         | Universiteit Twente Saxion |                                                          |          |            |
| DZ Euros                                            | 2 september 1964 1969            | Actief                         | Universiteit Twente | VNSZ Nestor                                              |          |            |
| D.Z.C. Vleugellam                                   |                                  | Actief                         | Universiteit Twente Saxion |                                                          |          |            |
| Disc Devils Twente                                  | 1990                             | Actief                         | Universiteit Twente |                                                          | 40       |            |
| Drienerlose Klootschietvereniging 'de Zeuven Reeën' | 24 Maart 2015                    | Actief                         | Universiteit Twente |                                                          | 60       |            |
| E.S.B.V. Buitenwesten                               | 21 april 2008                    | Actief                         | Universiteit Twente |                                                          | 100      |            |
| H.S.V. High Tech Hitters                            | 17 december 1987                 | Actief                         | Universiteit Twente |                                                          |          |            |
| Cabezota                                            | 1964                             | Actief                         | Universiteit Twente |                                                          |          |            |
| Harambee                                            | 23 september 1964                | Actief                         | Universiteit Twente |                                                          | 300      |            |
| Messed Up                                           | 2005                             | Actief                         | Universiteit Twente |                                                          |          |            |
| MotorSportGroep                                     | 1 juni 1970                      | Actief                         | Universiteit Twente Saxion |                                                          |          |            |
| S.K.V. Hercules                                     | 16 januari 2002                  | Actief                         | Universiteit Twente |                                                          |          |            |
| S.V. Lichtgeraakt                                   | 1964                             | Actief                         | Universiteit Twente |                                                          |          |            |
| S.Y.H.V. The Slapping Studs                         | 1982                             | Actief                         | Universiteit Twente Saxion |                                                          |          |            |
| Sagittarius                                         |                                  | Actief                         | Universiteit Twente |                                                          |          |            |
| Schaakvereniging Drienerlo                          |                                  | Inactief                       | Universiteit Twente |                                                          |          |            |
| T.C. Ludica                                         |                                  | Actief                         | |                                                          | 350      |            |
| T.S.A.C.                                            | 3 december 1979                  | Actief                         | Universiteit Twente | NSAC                                                     | 340      |            |
| Turnvereniging Linea Recta                          |                                  | Actief                         | |                                                          |          |            |
| V.A.S. Arashi                                       |                                  | Actief                         | Universiteit Twente |                                                          |          |            |
| VV Drienerlo                                        | 22 september 1964                | Actief                         | Universiteit Twente |                                                          | 450      |            |
| SKV Vakgericht                                      | 7 februari 1990                  | Actief                         | Universiteit Twente | Studentenkorfbalcommissie                                |          |            |
| ZPV Piranha                                         | 1965                             | Actief                         | Universiteit Twente Saxion | Nederlandse Studenten Zwem Kompetitie                    | 300      |            |
| SV Archimedes                                       | 2 februari 2011                  | Actief                         | Saxion Enschede - Werktuigbouwkunde, Industrieel Product Ontwerpen, Mechatronica en Chemische Technologie                                                                                                  | Koepel Overleg Studenten Saxion                          | 800+     |            |
| SV Balans                                           |                                  | Actief                         | Saxion Deventer & Enschede - Accountancy, Bedrijfseconomie en Fiscaal Recht en Economie |                                                          |          |            |
| SV CEMENTi                                          | 2002                             | Actief                         | Saxion Enschede - Bedrijfskunde MER Saxion Deventer & Enschede - Bestuurskunde/Overheidsmanagement (BSK) Saxion Enschede - HBO Rechten (HBR) Saxion Deventer & Enschede - Integrale Veiligheidskunde (IVK) | Koepel Overleg Studenten Saxion                          |          |            |
| ConnecTTerzake                                      |                                  | Actief                         | Saxion Enschede - Bouwtechnische Bedrijfskunde, Small Business & Retail Management en Technische Bedrijfskunde                                                                                             | Koepel Overleg Studenten Saxion                          |          |            |
| SV Construct                                        | 23 september 2010                | Actief                         | Saxion Enschede - Bouwkunde en Civiele Techniek | Koepel Overleg Studenten Saxion                          |          |            |
| SV Humanity                                         | 3 maart 2014                     | Actief                         | Saxion Enschede - Academie Mens en Arbeid | Koepel Overleg Studenten Saxion                          |          |            |
| S.V. Hysteria                                       |                                  | Actief                         | Saxion Enschede - Verpleegkunde (HBO-V) en Gezondheid & Techniek (G&T) | Koepel Overleg Studenten Saxion                          |          |            |
| sv. IDent                                           | 30 juni 2010                     | Actief                         | Saxion Enschede - Crime Science en Forensisch Onderzoek | Koepel Overleg Studenten Saxion                          | ±170     |            |
| IManage                                             | 2013                             | Actief                         | Saxion Enschede - Marketing (Commerciële Economie), International Business & Languages en International Business & Management Studies                                                                      | Koepel Overleg Studenten Saxion                          |          |            |
| LiNK                                                |                                  | Actief                         | Saxion Enschede - Kunst & Techniek (KNT), Art & Technology (ANT), Media Informatie Communicatie (MIC), Technische Commerciële Textielkunde (TCT) en Textile Engineering Management (TEM)                   | Koepel Overleg Studenten Saxion                          |          |            |
| Oxytoc                                              |                                  | Actief                         | Saxion Enschede - Biologie en Medisch Laboratoriumonderzoek en Chemie | Koepel Overleg Studenten Saxion                          |          |            |
| SV Salio                                            | 20 December 2014                 | Actief                         | Saxion Enschede - Top Talent Programma |                                                          |          |            |
| SAMM                                                |                                  | Actief                         | Saxion Enschede - Academie Mens en Maatschappij | Koepel Overleg Studenten Saxion                          |          |            |
| S.V. Syntaxis                                       | 8 januari 1981                   | Actief                         | Saxion Enschede - Academie Creatieve Technologie: ICT-gerelateerde opleidingen | Koepel Overleg Studenten Saxion                          |          |            |
| S.V. Tabula Rasa                                    | 1 oktober 1969                   | Actief                         | Saxion Enschede - Fysiotherapie & Podotherapie | Koepel Overleg Studenten Saxion                          |          |            |
| Trias Loci                                          | 2002                             | Actief                         | Saxion Enschede - Vastgoed & Makelaardij | Koepel Overleg Studenten Saxion                          |          |            |
| S.v. Watt                                           |                                  | Actief                         | Saxion Enschede - Technische Natuurkunde, Elektrotechniek, Mechatronica en Nanotechnology | Koepel Overleg Studenten Saxion                          |          |            |
| SV EnAct                                            | Augustus 2023                    | Actief                         | Saxion Enschede - Academie School of Commerce en Entrepreneurship |                                                          | 50+      |            |
| W.S.G. Abacus                                       | 19 november 1969                 | Actief                         | Universiteit Twente - Technische Wiskunde | WISO                                                     | 650      |            |
| C.T.S.G. Alembic                                    | 29 maart 1965                    | Actief                         | Universiteit Twente - Scheikundige Technologie |                                                          |          |            |
| S.V. Arago                                          | 30 november 1970                 | Actief                         | Universiteit Twente - Technische Natuurkunde | SPIN                                                     | 500      |            |
| S.A. Astatine                                       |                                  | Actief                         | Universiteit Twente - Advanced Technology |                                                          |          |            |
| S.A. Atlantis                                       | 20 november 2013                 | Actief                         | Universiteit Twente - ATLAS University College |                                                          |          |            |
| Communiqué                                          |                                  | Actief                         | Universiteit Twente - CommunicatieWetenschap |                                                          | 300      |            |
| ConcepT                                             |                                  | Actief                         | Universiteit Twente - Civiele Techniek |                                                          |          |            |
| S.G. Daedalus                                       | 8 april 2002                     | Actief                         | Universiteit Twente - Industrieel Ontwerpen |                                                          | 750      |            |
| Dimensie                                            |                                  | Actief                         | Universiteit Twente - Psychologie | SSPN                                                     | 850      |            |
| S.V. Inbitween                                      | 11 december 2007                 | In opheving sinds januari 2019 | Universiteit Twente - Bedrijfsinformatietechnologie |                                                          | 200      |            |
| I.C.T.S.V. Inter-Actief                             | 12 maart 1981                    | Actief                         | Universiteit Twente - Informatica en Bedrijfsinformatietechnologie | WISO                                                     | 1400     |            |
| W.S.G. Isaac Newton                                 | 30 september 1965                | Actief                         | Universiteit Twente - Werktuigbouwkunde |                                                          | 1400     |            |
| Ockham                                              |                                  | Actief                         | Universiteit Twente - Honoursprogramma |                                                          |          |            |
| Onwijs                                              |                                  | Actief                         | Universiteit Twente - Onderwijskunde |                                                          |          |            |
| Paradoks                                            |                                  | Actief                         | Universiteit Twente - Biomedische Technologie en Technische Geneeskunde |                                                          |          |            |
| S.A. Proto                                          | 20 april 2011                    | Actief                         | Universiteit Twente - Creative Technology |                                                          | 1000     |            |
| E.T.S.V. Scintilla                                  | 9 september 1965                 | Actief                         | Universiteit Twente - Elektrotechniek |                                                          | 650      |            |
| Sirius                                              | 1977                             | Actief                         | Universiteit Twente - Public Administration, European Studies, Gezondheidswetenschappen en Management, Society and Technology                                                                              |                                                          |          |            |
| Studievereniging Stress                             | 21 mei 1974                      | Actief                         | Universiteit Twente - International Business Administration en Technische Bedrijfskunde | SEBO, CV5                                                | 2.300    |            |
| W.T.S. Ideefiks                                     | 7 juni 1984                      | Actief                         | Universiteit Twente - MSc Philosophy of Science, Technology and Society |                                                          | 70       |            |